# Бегоулев, Борис Петрович
Бори́с Петро́вич Бегоу́лев (12 [25] октября 1905, Дурницино, Котласский район — 8 июля 1969, Шепетовка, Хмельницкая область) — участник Хасанских боёв, советско-финской и Великой Отечественной войн, полковник медицинской службы запаса с 1957 года, первый из медицинских работников, удостоенных звания Героя Советского Союза.

## Биография
Родился 12 (25) октября 1905 года в селе Дурницыно ныне Котласского района Архангельской области в крестьянской семье. Русский. Член ВКП(б) с 1938 года. В 1916 году окончил земское начальное училище.
В Красной армии с 1927 года. Окончил полковую школу по специальности «военный связист», в 1930 году — Ленинградское военно-медицинское училище, а в 1938 году — курсы зубных врачей при Иркутском военном госпитале.
Участник боёв в районе озера Хасан в 1938 году. 2 и 6 августа 1938 года при штурме высоты Заозёрная начальник медицинской службы 120-го стрелкового полка (40-я стрелковая дивизия, 1-я Приморская армия, Дальневосточный Краснознамённый фронт) Борис Бегоулев выносил с поля боя раненых, оказывал им первую помощь и организовывал эвакуацию их в тыл. 7 августа он сам был ранен и контужен.
Указом Президиума Верховного Совета СССР от 25 октября 1938 года за образцовое выполнение боевых заданий и геройство, проявленное при обороне озера Хасан, военврачу 2-го ранга Бегоулеву Борису Петровичу присвоено звание Героя Советского Союза, с вручением ордена Ленина. После учреждения знака особого отличия ему была вручена медаль «Золотая Звезда» № 436.
В 1939—1942 годах Герой хасанских боёв Б. П. Бегоулев учился в Военно-медицинской академии. В качестве военкома подвижного госпиталя участвовал в советско-финской войне 1939—1940 годов.
На фронтах Великой Отечественной войны с мая 1942 года, — начальник хирургического подвижного госпиталя.
После войны продолжал службу в Советской Армии. С 1957 года полковник медицинской службы Бегоулев Б. П. — в запасе, а затем в отставке. Жил в городе Шепетовке Хмельницкой области, где работал в онкологическом диспансере. Скончался 8 июля 1969 года.

## Награды
- Медаль «Золотая Звезда» Героя Советского Союза (№ 436)
- Два ордена Ленина
- Орден Красного Знамени
- Орден Отечественной войны I степени
- Орден Отечественной войны II степени
- Орден Красной Звезды
- Медали